# Антипатър от Тарс
Вижте пояснителната страница за други личности с името Антипатър.
Антипатър от Тарс (на старогръцки: Ἀντίπατρος, Antipatros, Antipater; * пр. 200 пр.н.е. в Тарс; † ок. 129 пр.н.е. в Атина) е гръцки философ – стоик.
Антипатър е роден през 3 век пр.н.е. Той отива в Атина и се включва във философската школа стоицизъм, чийто ръководител (σχολάρχης scholárchēs) e Диоген Вавилонски и след неговата смърт през 150 пр.н.е. става негов наследник. Защитава стоическото учение в многобройни писания против Карнеад, ръководителят на скептическата Академия. Избягва устните дебати и получава названието kalamoboas.
Самоубива се през 129 пр.н.е., като пие чаша с отрова. Негов ученик и наследник е Панетий.